# ソンガイ帝国

ソンガイ帝国

全盛期のソンガイ帝国の版図。領土の北に突き出た部分には、テガーザの塩鉱が位置する。

ソンガイ帝国（ソンガイていこく、Songhay、1464年–1590年）は、15世紀後半から16世紀にニジェール川湾曲部を中心に西スーダンのほぼ全域を事実上支配した黒人王国である。ソンガイ帝国の歴史は、イスラム的伝統が優位にたつ王の治世とソンガイ的伝統が優位にたつ王の治世が交互に繰り返されている。前者はアスキア・ムハンマド1世（位1493年 - 1528年）とアスキア・ダーウード（位1549年 – 83年）の治世であり、後者は、スンニ・アリ大王（位1464年–93年）やその後のスンニ朝の王たちの治世である。

## 歴史

### ソンガイの起源
ソンガイ人の国家の起源は明らかでないが、ニジェール川中流域北岸のクーキャ（Kukiya, クーガとも）と呼ばれる町を中心に小王国「ザ王朝」を築いていた。アラブ人著述家アル・イドリーシーによると「人口が多く城壁に囲まれていた」という。

### ガオ王国
12世紀にやや北方で上流のガオに新首都を建設した。首都の名を取ってガオ帝国とも呼ばれる。アラブ人著述家アブー＝バクリによると当時は、「カオカオ」と呼ばれていたようで、クーキャからは20日の旅程だったという。ガオは、塩の中継交易ルート、銅鉱山のあるダケッダを経由してエジプトやイフリーキヤから衣服や馬などの各種の商品、マグレブ西部のトゥアートやさらに遠方からやってくる隊商によって巨大な国際市場の観を呈していた。
このガオ王国は、ベルベル人との混血でディアまたはザと呼ばれる少数民族に支配されていた。彼らの先祖はイエメン出身とも、モロッコにいたキリスト教徒のベルベル人の末裔ともいわれるが、12世紀初頭に当たるイスラム暦の年号が刻まれた墓碑の出土が確認されているにもかかわらず、非イスラム教徒であったことだけが確かなようである。

### マリ帝国支配期
1285年–1300年頃まで、マンディンゴ人のマリ帝国は、このガオ王国を支配下に収めた。ガオはマリ帝国の商業中心地のひとつとして繁栄した。

### スンニ朝
14世紀になると、アリー・コロン（Ali Kulun）という人物がガオに新王朝を樹立した。これが、ソンガイを大帝国に成長させる契機をつくったスンニ王朝のはじまりである。著述家のブブ＝ハマによれば、アリー・コロンはクーキャ（Kukiya）からやってきてマンディンゴ人を追い払ったという。
スンニ・マダウ（Sunni Mâdao）のときに対マリ戦争を本格的におこなって、マリの首都ニアニに大軍を送って大勝利をおさめ、マリ帝国の王マンサが所有していた24の奴隷部族を奪った。
後継者であるスンニ・スライマーン・ダアマ（Sunni Souleïmân-Dâma）は、マリのソニンケ地方の中心地ネマを侵略し、多くの戦利品を獲得した。
1464年、スンニ・アリ大王（スンニ・アリー・ベル、位1464年–93年）が継いだ。スンニ・アリ大王のもとには、父スンニ・マダウの代から受け継いだ有能な指揮官に率いられた経験豊かで強固な結束を誇る精鋭軍があった。すなわち、水軍大臣ともいうべきヒー＝コイに率いられたニジェール艦隊があり、敵の敗残兵をも吸収して膨張する一方で鍛えあげられた歩兵軍団、機動力に富む騎兵軍団である。スンニ・アリ大王はこの精鋭軍によってニジェール川流域を席巻し、交易都市ジェンネ＝ジェンノ（現ジェンネ）を奪ってフラニ人を虐殺、1468年、トンブクトゥを征服した。また、トゥアレグを攻撃し、かれらをサヘルの北方まで追い払った。またモシ族の王ナセレ1世をジェンネ付近で破り、ソンガイの版図はニジェール川中流域でも現ナイジェリア北部からセネガル川上流付近にまで広がる帝国となった。スンニ・アリ大王は、マリ帝国の例に倣い、ファリン若しくはファルマと呼ばれる支配者に州を統治させたが、コイ、モンゾという支配者に州を統治させた。また、ニジェール川からウアラタに通ずる運河を建設しようとした計画は失敗したが、そのかわりニジェール川流域の水路を整備して農業を発展させた。
1493年4月2日、スンニ王朝最後の王スンニ・バルがアスキア・ムハンマド1世に敗れ、スンニ王朝は終焉した。

### アスキア朝
アスキア・ムハンマド1世（位1493年 - 1528年）王の治世はイスラム的伝統が優位にたち、その息子たちは順番に王位を継承し、アスキア・イスハーク1世（位1539年 - 49年）は弟のダーウードを派遣して、弱体化したものの一定の勢力を保っていたマリ帝国に遠征させ、その首都を略奪させた。また、イスハーク1世は、テガーザの塩鉱の領有権をサアド朝モロッコのスルタン・アフメッド＝アル＝アレジと争い、王弟ムハンマド・アッ＝シャイフによる占領を阻止し、逆にトゥアレグ族の騎馬隊を使ってモロッコ南東部のダルアに侵攻させた。
イスハーク1世を継いだアスキア・ダーウード（位1549年 – 83年）の治世には、ソンガイ帝国は経済的に繁栄し全盛期を迎えた。農地はよく耕され、サハラ越えの隊商はスペイン・ポルトガルのキャラベル船による大西洋交易路を圧倒する物量を誇っていた。取引税や帝国内の不動産から得られる収入を預かる国庫が建設され、王の倉庫には国内から集められた何千トンもの穀物で満ちていたという。また、ダーウードは、学問・芸術の偉大な保護者であって、学者たちに名誉を授けるのみならず、多くの品々を彼らに贈った。また、貧民救済策やモスクの修復にも積極的であった。

### サアド朝モロッコによる侵攻
テガーザの塩鉱については、ダーウードの治世まではソンガイ帝国の利権と所有が保証されていたが、その子ムハンマド3世（位1583年 - 1586年）のときにサアド朝によって占領された。ムハンマド3世の弟ムハンマド4世が1586年に即位すると王位継承争いが起こり、最終的にイスハーク2世が勝利して即位したものの、内乱によってソンガイ国内はずたずたになっていた。1591年、トンディビの戦いでイスハーク2世がen:Judar Pashaに敗北。王族の内通者と優れた火器をもつサアド朝の遠征軍によって、帝国は1592年に滅亡した。